# Vandemere
Vandemere é uma cidade  localizada no estado norte-americano de Carolina do Norte, no Condado de Pamlico.

## Demografia
Segundo o censo norte-americano de 2000, a sua população era de 289 habitantes.
Em 2006, foi estimada uma população de 280, um decréscimo de 9 (-3.1%).

## Geografia
De acordo com o United States Census Bureau tem uma área de
4,2 km², dos quais 3,9 km² cobertos por terra e 0,3 km² cobertos por água. Vandemere localiza-se a aproximadamente 1 m acima do nível do mar.

## Localidades na vizinhança
O diagrama seguinte representa as localidades num raio de 20 km ao redor de Vandemere.